# Sisyphus latus
Sisyphus latus är en skalbaggsart som beskrevs av Antoine Boucomont 1928. Sisyphus latus ingår i släktet Sisyphus och familjen bladhorningar. Inga underarter finns listade i Catalogue of Life.